# (500201) 2012 HO9
(500200) 2012 HQ8 es un asteroide perteneciente al cinturón de asteroides, descubierto el 15 de abril de 2012 por el equipo del Pan-STARRS desde el Observatorio de Haleakala, Hawái, Estados Unidos.

## Designación y nombre
Designado provisionalmente como 2012 HO9.

## Características orbitales
2012 HQ8 está situado a una distancia media del Sol de 2,697 ua, pudiendo alejarse hasta 3,017 ua y acercarse hasta 2,377 ua. Su excentricidad es 0,118 y la inclinación orbital 12,25 grados. Emplea 1618,40 días en completar una órbita alrededor del Sol.

## Características físicas
La magnitud absoluta de 2012 HQ8 es 17,2.